# Нафтогазопромислове обладнання
Нафтогазопромислове обладнання — обладнання, яке входить до складу нафтогазовидобувних комплексів.
Номенклатура цього обладнання становить тисячі найменувань, а високі темпи розвитку нафтогазовидобувної промисловості призводять до швидкого оновлення цього обладнання, а також розроблення нових типорозмірів та конструкцій. Вивчення цього різноманіття технічних засобів зумовлює необхідність їх систематизації, основу якої становить класифікація.
Вона проводиться за технологічними ознаками, а не за технічними параметрами або конструктивним виконанням.

## Класифікація
Існує вісім груп, кожна з яких складається з декількох підгруп:
Група А.
Обладнання експлуатаційної свердловини (забезпечує нормальне функціонування експлуатаційної свердловини):
- колона обсадних труб (утворює стовбур свердловини);
- колонна головка (з'єднує на усті свердловини обсадні колони в один вузол);
- фільтри (встановлюються у зоні продуктивного пласта та забезпечують фільтрацію пластових флюїдів);
- клапани-відсікачі пласта, якими оснащуються фонтануючі свердловини (встановлюються над фільтрами і запобігають її відкритому (аварійному) фонтануванню);
- пакери (встановлюються у свердловині й розділяють її на окремі герметичні ділянки);
- присвердловинні споруди (являють собою площадку в зоні устя свердловини і призначені для її обслуговування).

Група Б.
Обладнання для експлуатації свердловини (призначене для підйому зі свердловини пластової рідини або газу):
- обладнання фонтануючої свердловини, яке дозволяє піднімати на поверхню вуглеводневу сировину та забезпечує контроль і регулювання фонтанування й оптимальний режим роботи. До його складу входять:

1. підйомник;
2. фонтанна арматура;
3. маніфольд;

- обладнання для газліфтної експлуатації свердловин, яке забезпечує експлуатацію свердловини шляхом подачі стисненого газу до нижньої кромки колони насосно-компресорних труб. До його складу входять:

1. газліфтний підйомник із комплектом пускових і робочих клапанів;
2. газліфтна арматура, оснащена контрольно-вимірювальною апаратурою і маніфольдом;
3. компресорна станція;
4. холодильник; обладнання для підготовки газу;
5. допоміжне обладнання;

- запірні пристрої, які призначені для регулювання потоків рідини та газу, а також перекриття прохідного перерізу трубопроводів. До його складу входять:

1. запірні пристрої;
2. дросельні пристрої:
3. насосно-компресорні труби;

- штангові свердловинні насосні установки, які призначені для підйому пластової рідини за допомогою глибинного штангового насоса. До його складу входять:

1. свердловинний насос; колона насосних штанг;
2. устьове обладнання;
3. наземний електромеханічний або електрогідравлічний привод;
4. допоміжне підземне обладнання;

- установки заглибних електровідцентрових насосів, які призначені для підйому пластової рідини на високодебітних свердловинах за допомогою заглибного електровідцентрового насоса. До його складу входять:

1. заглибний приводний електричний двигун;
2. відцентровий заглибний насос; протектор;
3. колона насосно-компресорних труб; кабель живлення;
4. наземна система керування електричним живленням;

- установки свердловинних електрогвинтових насосів, які призначені для експлуатації свердловин із невеликими дебітами. Конструктивно вони аналогічні електровідцентровим насосним установкам, проте замість відцентрового насоса використовується гвинтовий. Існують також установки, у яких приводом використовують наземний електричний двигун, який через пасову передачу та колону насосних штанг передає крутний момент на робочий гвинт заглибного насоса;
- установки безштангових гідропоршневих свердловинних насосів, які призначені для експлуатації глибоких і похило направлених свердловин. До складу таких установок входять:

1. гідроприводний свердловинний насос;
2. поверхневий силовий насос із приводом;
3. трубопровід подачі робочої рідини (у випадку закритої схеми виконання — включається також трубопровід відведення робочої рідини до блока підготовки);
4. система підготовки робочої рідини; — обладнання для експлуатації однією свердловиною різних за характеристиками пластів.

Група В.
Обладнання для підземного ремонту, освоєння та обробки свердловин (призначене для підтримки протягом усього періоду експлуатації свердловини працездатного стану свердловини й обладнання, яке спущене у неї):
- підйомники для спуско-підйомних операцій на свердловині:

1. привод;
2. лебідка;
3. транспортна база;
4. поліспастова система;

- стаціонарні вантажопідйомні споруди:

1. вишки;
2. щогли;

- спуско-підйомні агрегати:

1. транспортна база;
2. силовий привод;
3. трансмісійна лебідка;
4. поліспастова система;
5. вишка;
6. стелажі;
7. засоби механізації спуско-підйомних операцій із трубами, штангами, кабелем;
8. допоміжний інструмент;

- обладнання для ремонту свердловин під тиском:

1. обладнання для задавлювання насосно-компресорних труб і штанг під тиском;
2. пристрій для герметизації устя свердловини;
3. гідрофіковані засоби механізації;

- обладнання для ліквідації відкритих фонтанів:

1. маніпулятори;
2. протипожежна дистанційно керована техніка;
3. гідронатаскувачі;

- обладнання для промивання свердловин:

1. пересувні промивальні агрегати;
2. система маніфольда;

- обладнання для депарафінізації свердловин:

1. спеціальні шкребки та інше аналогічне обладнання;
2. пересувні парогенераторні установки;
3. підземні нагрівачі;

- обладнання для капітального ремонту свердловин, яке є складним технологічним комплексом, до складу якого входять:

1. шасі;
2. вишка;
3. талева система;
4. лебідка; система промивання;
5. ротор;
6. вертлюг;
7. привод;
8. трансмісія та ін.;

- інструмент для капітального ремонту свердловин, який призначений для ліквідації аварій у свердловині, виправлення стовбура, вилучення із свердловини колони труб та її окремих деталей, фрезерування та інших робіт.

Група Г.
Обладнання для інтенсифікації видобування нафти і газу та збільшення нафтовіддачі пласта, яке дає змогу під час розроблення родовищ нафти й газу збільшити кількість видобутої сировини та більш повно використати підземні запаси вуглеводневої сировини:
- обладнання для підготовки і нагнітання в пласт води:

1. водозабір;
2. система відстоювання води;
3. системи коагулювання, хімічної та бактеріологічної обробки води;
4. насосні станції й система обв'язки;
5. енергетичне господарство;

- обладнання для нагнітання в пласт газу:

1. компресорні станції;
2. енергетичне господарство;
3. система підготовки газу;
4. системи контролю та регулювання;

- обладнання для гідравлічного розриву пласта:

1. насосні агрегати;
2. піскозмішувальні агрегати;
3. агрегати для транспортування води і піску;
4. система маніфольда;
5. нагнітальна арматура;

- обладнання для кислотної обробки свердловини:

1. кислотовози;
2. насосні агрегати;
3. система маніфольда;
4. нагнітальна арматура;

- обладнання для термічної дії на пласт:

1. водопідігрівачі;
2. парогенератори;
3. агрегати для відпалювання пласта;
4. електричні нагрівачі.

Група Д.
Обладнання та споруди для збирання продукції свердловин і розділення її на фракції, яке дозволяє розділяти вуглеводневу сировину, яка видобувається, на нафту, газ, воду й домішки:
- обладнання для розділення продукції свердловин на фракції:

1. відстійники;
2. сепаратори;
3. обв'язка;
4. запірна арматура;
5. засоби контролю та керування;

- обладнання для підготовки товарної нафти, яке призначене для остаточного відділення залишків води у нафті, видалення з неї солей:

1. деемульгатори;
2. системи підігріву нафти;
3. електрообладнання та ін.;

- перекачувальне обладнання. До його складу входять:

1. насосні перекачувальні станції;
2. компресорні станції;
3. обв'язка та контрольно-вимірювальна апаратура;
4. регулювальна апаратура;
5. системи автоматики;

- обладнання для зберігання нафти. До цієї групи машин входять:

1. ємності для накопичення та зберігання нафтопродуктів;
2. системи вловлювання легких фракцій;
3. вимірювальні та контролюючі системи;
4. ємності для зберігання газу і газового конденсату;

- трубопровідні комунікації. До цієї групи машин входять:

1. трубопроводи;
2. запірні пристрої;
3. контролюючі пристрої.

Група Е.
Обладнання для експлуатації морських нафтових і газових пластів, яке відрізняється високим ступенем складності та швидкими темпами вдосконалювання конструкцій технологічного обладнання:
1. кущові стаціонарні платформи;
2. центральні стаціонарні платформи;
3. опори стаціонарних платформ;
4. блоки технологічного обладнання;
5. експлуатаційне обладнання;
6. підводне обладнання;
7. обладнання для наповнення танкерів нафтою.

Весь обсяг переліченого вище обладнання під час виготовлення, до і після монтажу, а також під час експлуатації потребує проведення контролювальних та випробувальних заходів, що дає змогу забезпечувати ефективну, довговічну та безпечну експлуатацію кожного з вказаних компонентів.

## Нафтогазопромислове обладнання, що працює під тиском
До переліку таких нафтогазопромислових посудин, що працюють під тиском відносяться: — сепаратори, які виконують функцію розділення рідкої та газоподібної складових під час проведення підготовки вуглеводневої сировини; — розділювачі середовищ, які разом із процесом сепарації дозволяють додатково розділювати рідину на виході на «легкі» вуглеводні та «важкі» (воду, мазуту та ін.); — газгольдери, які виконують функцію накопичення та зберігання газу; — деемульсатори, які являють собою резервуари для відокремлення нафти від води; — парові генератори, котрі у змійовиках перетворюють воду в суху пару з температурою до 310ºС та розігрівають середовище до якого спрямовуються трубопроводами; — інше обладнання, яке являє собою посудини з певним об'ємом заповненим середовищем, котре знаходиться під тиском.

## Контроль процесу випуску продукції заводів, що виробляють нафтогазопромислове обладнання
Контроль у цехах заводів, що виробляють нафтогазопромислове обладнання, машини, апарати та їх елементи здійснюють після виготовлення окремих елементів, так і безпосередньо під час складання машин та апаратів в цілому, а також після його закінчення. Основний контроль якості складання проводять самі виробники або складальники, беручи, таким чином, на себе відповідальність за якість виробу.
Однак існують і такі вироби та операції по їх складанню, для перевірки якості виконання яких необхідні спеціальні пристрої, апаратура або навіть стенди (перевірка герметичності під тиском для сепараторів та гідравлічних частин нагнітальних насосів).
Такі контрольні операції виконують на спеціалізованих робочих місцях, оснащених відповідними засобами виконання контролю. При цьому у разі потокової форми складання час контрольних операцій необхідно теж синхронізувати з тактом роботи потокової лінії.
Залежно від складності і відповідальності складеного виробу контролю піддають або усі вироби (суцільний контроль) або деяка їх кількість (10, 15, 30 або 50 %) — вибірковий контроль.
Крім таких видів контролю, існують такі додаткові: — суперконтроль вибіркової перевірки вже підданих звичайним методам контролю партії виробів; — інспекційний контроль, який здійснюють робітники лабораторій дослідження якості; — статистичний контроль тощо.
Перспективним напрямком підвищення якості контролю є використання сучасних досягнень науки та техніки, наприклад, телевізійне передавання з закритого простору на екран монітора зображення роботи відповідного з'єднання.
Прогресивним є використання для контролю віброакустичних явищ. Складений виріб розміщують у звукоізольованому приміщенні і за допомогою апаратури для вимірювання вібрацій та рівня шуму реєструють їх значення під час роботи машини.
Такий аналіз результатів вимірювання дає можливість встановлювати правильність витриманих при складанні зазорів, наявність похибок форми поверхонь, що знаходяться у контакті тощо.
Широкого розповсюдження одержали також неруйнівні методи контролю якості. Наприклад ультразвуковий метод контролю якості насосно-компресорних труб чи корпусів газо- чи нафтових сепараторів.
Крім розглянутих методів контролю якості складання, використовують випробування як складальних одиниць, так і машин.

## Випробування нафтогазопромислового обладнання
Випробування — це заключна контрольна операція, яка має на меті перевірку роботи нафтогазопромислового обладнання із контролем необхідних параметрів у штучно створених умовах, близьких до експлуатаційних.
За своєю сутністю випробування не є контролем процесу виготовлення та складання, оскільки при цьому визначають якість параметрів виробу, досягнутих у результаті усього виробничого процесу.
На цьому етапі виготовлення нафтогазопромислового обладнання можуть виявитися недоліки не тільки складання, а й конструкції виробу, якості матеріалів, механічної, термічної, гальванічної та інших обробок.
Усі види випробувань умовно можна поділити на три групи: — приймальні; — контрольні; — спеціальні.
Приймальні випробування здійснюють для кожного виробу з метою встановлення його працездатності, а також перевірки його експлуатаційних характеристик, наприклад, потужності, витрат енергії (палива), температурних показників тощо.
Для обладнання перевіряють правильність вмикання та перемикання основних режимів роботи.
При цьому обробляють зразки із навантаженням приводів до номінальної потужності, а також короткочасно із перевищенням потужності до 25 % (наприклад — для агрегатів для капітального ремонту свердловин). Для посудин, що працюють під тиском перевірка полягає в опресування на тисках в 1,25…2 рази вищих за робочий.
Приймальні випробування верстатів-качалок та інших рухомих машин передбачають вимірювання дійсних значень їх геометричних похибок, які записують у паспорт.
Правила, програму і режими приймальних випробувань будь-якого виробу розробляють з урахуванням його призначення, типу виробництва, вимог щодо точності та надійності і затверджують в установленому порядку.
Контрольні випробування здійснюють не для всіх виробів, а лише для тих, у яких під час приймальних випробувань були виявлені недоліки.
Спеціальні випробування виконують за необхідності вивчення впливу окремих факторів на якість машини (наприклад, матеріал деталей, якість обробки поверхонь, термічна обробка тощо).
Крім випробування машин в цілому, такі самі випробування можуть проводитися і для окремих складальних одиниць, наприклад, мастильної помпи, коробки передач, редуктора, клапанних груп та ін.
При цьому складальні одиниці випробовують на стендах, де штучно створюють умови, що імітують реальні умови роботи у машині.
Для підвищення якості нафтогазопромислового обладнання, його довговічності, безвідмовності роботи механізмів і деталей необхідна достовірна інформація щодо характеру та чинників відмови елементів виробу у процесі його експлуатації.
З цією метою виробники здійснюють авторський нагляд за роботою виробів, метою якого є як збирання вищезазначеної інформації, так і підтримання виробу у робочому стані (у межах гарантійного обслуговування).
Отриману інформацію систематизують, обробляють за допомогою методів математичної статистики і на підставі результатів досліджень розробляють пропозиції щодо вдосконалення конструкції виробу.